# طوماس يوجين كيرتز
طوماس يوجين كيرتز (بالإنجليزية: Thomas Eugene Kurtz)‏ هو مخترع ورياضياتي وعالم حاسوب أمريكي، ولد في 22 فبراير 1928 في أوك بارك في الولايات المتحدة.

## وصلات خارجية
- طوماس يوجين كيرتز على موقع الموسوعة البريطانية (الإنجليزية)